# John Sheperd-Barron
John Sheperd-Barron (Shillong, 15 giugno 1925 – Inverness, 15 maggio 2010) è stato un inventore scozzese.
È considerato, da molti, come il padre dell'Automated Teller Machine.

## Biografia
Nato a Shillong, in India, il 15 giugno 1925, compie i suoi studi all'Università di Edimburgo e all'Università di Cambridge. Negli anni sessanta inizia a lavorare alla De La Rue, e nel 1967 comincia a sviluppare il concetto di distributore automatico di denaro 24 ore su 24.
La prima macchina viene installata a Enfield, a Nord di Londra nel giugno 1967.
Sheperd-Barron è deceduto a Inverness, Scozia il 15 maggio 2010. Suo figlio Nicholas è docente di Geometria algebrica all'Università di Cambridge.